# 織田廣喜

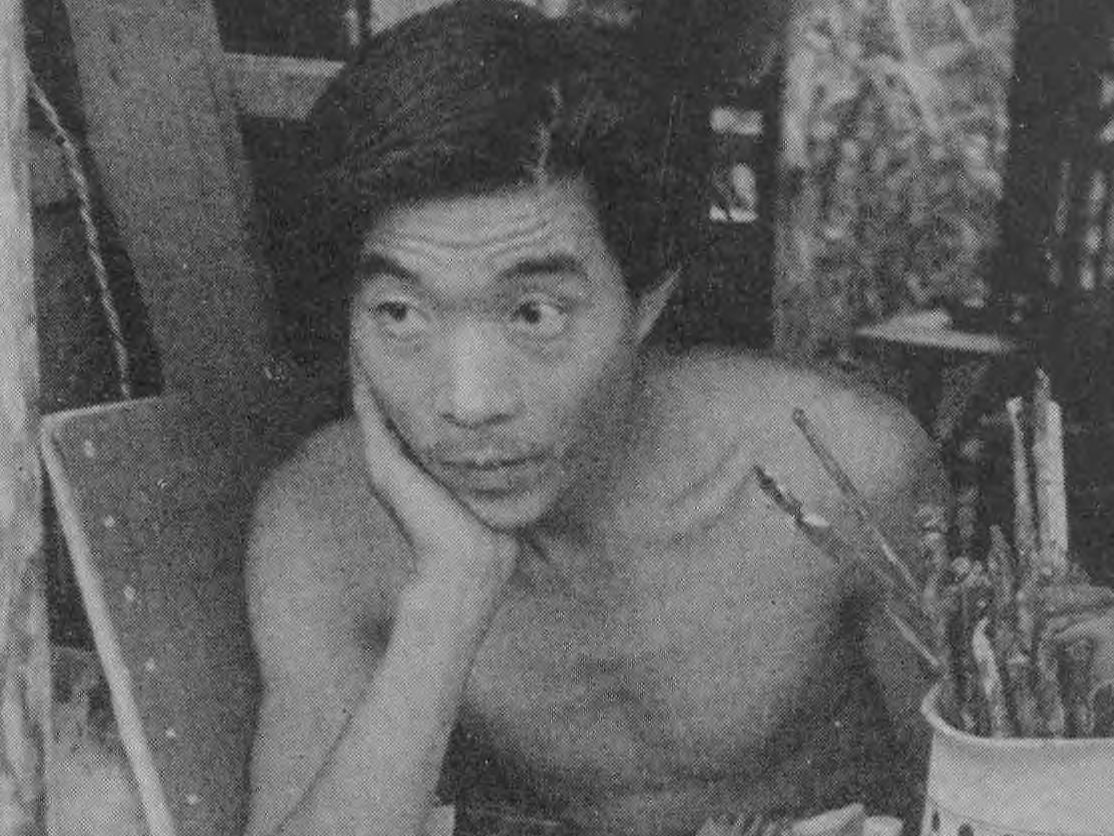
1954年ごろ、林忠彦撮影

織田 廣喜（おだ ひろき、1914年4月19日 - 2012年5月30日）は、日本の画家。位階は従四位。
福岡県出身。日本芸術院会員、二科会常務理事、理事長を歴任。洋画家の織田広比古は長男。

## 来歴
- 1914年 - 福岡県千手村（現嘉麻市）に生まれる。
- 1929年 - 碓井尋常高等小学校高等科卒業。
- 1939年 - 日本美術学校西洋画科卒業。
- 1940年 - 二科展に初入選する。
- 1950年 - 二科会会員に推挙される。
- 1960年 - 初渡仏。
- 1968年 - 第53回二科展で総理大臣賞受賞。
- 1971年 - 第56回二科展で東郷青児賞受賞。パリで初の個展開催。
- 1992年 - 勲四等瑞宝章受章。
- 1995年 - 日本芸術院賞・恩賜賞受賞。日本芸術院会員になる。
- 1996年 - 碓井町立織田広喜美術館開館。
- 1997年 - 碓井町名誉町民の称号を受ける。
- 2003年 - 勲三等瑞宝章、フランス芸術文化勲章シュヴァリエを受章。
- 2006年 - 二科会理事長。
- 2012年5月30日 - 心不全のため死去[1][2]。98歳没。没後、従四位に追叙された[3]。

## 作品
- 少女
- 讃歌（嘉麻市立織田廣喜美術館蔵）
- 黒装（福岡市美術館蔵）
- 北ホテル
- サンドニにて
- モンマルトル

など

## 嘉麻市立織田廣喜美術館

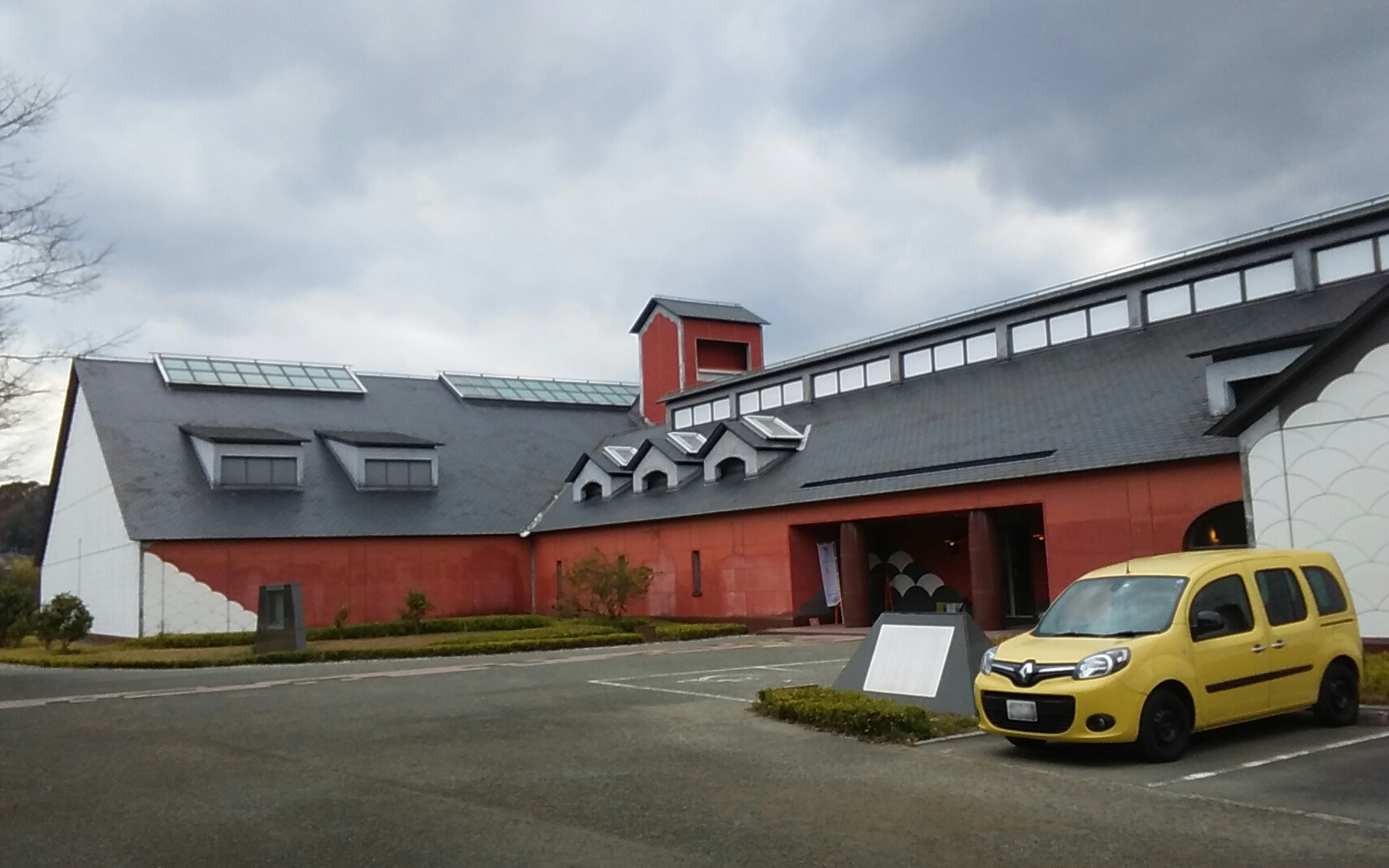
施設外観

嘉麻市立織田廣喜美術館は福岡県嘉麻市上臼井(北緯33度33分39秒 東経130度42分30秒 / 北緯33.560699度 東経130.708369度)にある美術館である。織田廣喜の作品を常設展示する。